# Марьины Хутора
Марьины Хутора — деревня в Шиловском районе Рязанской области в составе Мосоловского сельского поселения.

## Географическое положение
Деревня Марьины Хутора расположена на Окско-Донской равнине у истоков реки Кирицы на ее правом берегу в 30 км к юго-западу от пгт Шилово. Расстояние от деревни до районного центра Шилово по автодороге — 37 км.
На территории деревни большой пруд. К юго-западу от деревни находится небольшой лесной массив (Темный Лес). Ближайшие населенные пункты — деревни Ивановка и Новоершово, село Сушки (Спасский район).

## Население
По данным переписи населения 2010 г. в деревне Марьины Хутора постоянно проживают 12 чел.

## Происхождение названия
По версии михайловских краеведов И. Журкина и Б. Катагощина деревня получила свое название по фамилии землевладельца Марьина.
В «Историко-статистическом описании церквей и монастырей Рязанской епархии, ныне существующих и упраздненных» И. В. Добролюбова указано, что к 1891 г. в приходе Покровской церкви села Кирицы существовала деревня Ермоловский Хутор (61 двор).

## Транспорт
В 2 км к юго-востоку от села находится остановочный пункт «Новая пустынь» железнодорожной линии «Рязань — Пичкиряево» Московской железной дороги.